# Сукоби у Републици Македонији (2015)
Сукоб у Северној Македонији 2015. је с једне стране политички конфликт између владе премијера Николе Груевског и лидера опозиционог Социјалдемократског савеза Македоније Зорана Заева који је прерастао у уличне сукобе између демонстраната и полиције, а с' друге стране оружани конфликт између македонских снага безбедности и албанских паравојних група са обележјима Ослободилачке националне армије када је група од 40 терориста 21. априла напала полицијску караулу у селу Гошинце и заробила три македонска полицајца, а потом 9. маја покушала да заузме град Куманово па је дошло до жестоких уличних борби између албанских терориста и македонских снага безбедности.

## Позадина

### Сукоби у Северној Македонији (2001)
Сукоб у Северној Македонији 2001. је био оружани конфликт који је избио када је албанска паравојна група Ослободилачка национална армија напала снаге безбедности Северне Македоније почетком 2001. године. Сукоби су завршили Охридским споразумом када су договорени прекид ватре и разоружање герилаца које су обавиле снаге НАТО-а.

### Операција Планинска бура
Операција Планинска бура је велика акција коју је извела специјална јединица Тигри полиције Македоније 7. новембра 2007. године против албанских терориста у селима Бродец, Весала и Вејце у близини Тетова, на подручју Шар планине. У акцији је убијено 7 и ухапшено 69 албанских терориста. Акција је спроведена да би се ликвидирала терористичка група са Косова која је угрожавала безбедности Републике Македоније и вршила провокације ка македонским снагама у претходних неколико месеци.

### Сукоби у Северној Македонији (2012)
Сукоби у Северној Македонији 2012. су међуетнички сукоби између Македонаца и Албанаца који су почели у јануару 2012. године, након протеста муслимана због наводне увреде према исламу. У тим инцидентима нападнуто је 40 а повређено 38 особа. Дана 7. марта 2012. немири су се проширили и на сам главни град, Скопље, у којем је више особа повређено у нападима Албанаца на Македонце. До 11. марта сукоби су забележени и у Тетову и у Прилепу.
Македонска полиција, како би одговорила на сукобе у држави, повећала је број полицајаца на улицама и организовала хапшења учесника инцидената. Средином марта немири су се радикализовали и дошло је до озбиљнијих сукоба, а 12. априла, тела петорице Македонаца пронађена су код Железарских језера код насеља Смиљковци, у близини обилазнице око Скопља. Македонска полиција је 1. маја извела акцију кодног имена „Монструм” током које је приведено 20 радикалних исламиста осумњичених за убиство петорице Македонаца. Полиција сумњичи три лица да су директни извршиоци убиства. Од ове тројице, само је један ухапшен док су остала двојица у бекству. Дана 4. и 11. маја, након молитве у џамији, неколико стотина Албанаца започело је протест у скопском насељу Бит Пазар под називом „Стоп монтираним случајевима”. Демонстранти су се организовали преко Фејсбука, а њихов број је ускоро нарастао са неколико стотина на неколико хиљада учесника. Демонстранти су тражили ослобађање ухапшених у акцији „Монструм”, узвикујући да су „Албанци муслимани али да нису криминалци и терористи”. Пред зградом владе Македоније узвикивали су пароле: „Ко се не придружи издајник”, „Полицајци убице”, „Алах је један, Алах је велики”, „Велика Албанија”, „УЧК”... Демонстранти су такође носили државне симболе Албаније и исламске зелене заставе. Средином маја немири су се проредили и потпуно престали.

### Редовни председнички и ванредни парламентарни избори у Северној Македонији 2014. године.
Македонска владајућа конзервативна коалиција ВМРО-ДПМНЕ, остварила је двоструку победу на ванредним парламентарним изборима и у другом кругу редовних председничких избора. Кандидат коалиције ВМРО-ДПМНЕ и актуелни шеф државе Ђорге Иванов освојио је 377.000 гласова, а председнички кандидат СДСМ Стево Пендаровски 278.000 гласова у другом кругу председничких избора.

## Погоршање међуетничких односа у 2014. години

### Демонстрације против пресуде особама за Масакр код Железарских језера
Дана 4. јула 2014. године, у главном граду Македоније су одржани протести против пресуде шесторици младића за случај убиства четворице македонских младића и једног старијег човека код Смилковског језера. Демонстранти су напали полицију каменицама.

### Проглашење републике Илириде
Група од тридесетак особа 18. септембра испред споменика Скендербегу у Скопљу прогласили је такозвану „Републику Илириду” која, како су саопштили, обухвата подручје од Струге до Куманова. Акт о њеном оснивању је прочитао лидер прве албанске странке у Македонији и некадашњи посланик парламента Невзат Халили, и све то на темељу референдумског изјашњавања Албанаца у Македонији спроведеног 1992. године, којим се захтева промена тамошњег Устава и подела Македоније између Македонаца и Албанаца на два дела.

### Ракетни напад на зграду Владе
Ослободилачка народна армија (ОНА), позната и као македонска УЧК, у саопштењу послатом на адресу националне телевизије на албанском језику у Македонији „Алсат М”, преузела је одговорност за ракетирање зграде Владе Македоније у Скопљу 28. октобра 2014. године.

### Почетак патролирања „Гарде Републике Илириде”
Самозвана Гарда Републике Илириде саопштила је 1. новембра да је почела са патролирањем „свуда где живи албанско становништво” и да „албанска територија неће бити остављена без обезбеђења”. У саопштењу, које су данас објавили медији у Македонији, наводи се да ће штаб „Гарде” бити активан на целој територији „Републике Илирида”, односно биће формирано обезбеђење у градовима који, како сматрају, припадају тој „републици”. „Циљ Гарде ће бити конфронтација са људима који су продали албанске националне интересе”.

## Оружани сукоб у 2015. години

### Напад на полицијску караулу у селу Гошинце
Дана 21. априла, група од 40-ак нападача, највероватније са Косова, заузела је на одређено време станицу у селу Гошинце, код Липка, у Македонији. Нападачи су заробили и мучили четворицу полицајаца, након чега су напустили станицу. Напад се десио око 2.30, потврдило је македонско Министарство унутрашњих послова. Портпарол министарства Иво Котевски је рекао да је наоружана група са Косова напала полицијску станицу, у којој су четири полицајца била на дужности. Они су их, како је рекао портпарол, разоружали и обратили им се на албанском језику, преко човека који је преводио, рекавши им да желе своју земљу и да не признају никакав Охридски споразум. Котевски је навео да су нападачи на себи имали обележја УЧК (тзв. Ослободилачке војске Косова). Према наводима македонског МУП-а, постоје сазнања да су нападачи на полицијску караулу у Гошинцу имали логистичку помоћ из неког од села у граничном појасу између Косова и Македоније, али још није утврђено о каквој се помоћи радило.
Портпарол Косовске полиције Баки Кељани је након напада изјавио да „косовске власти нису забележене никакве сумњиве активности у близини границе са Македонијом”, а поводом напада на македонску граничну полицију оперативци су македонског МУП имали састанак са својим колегама са Косова.

### Сукоби у Куманову (2015)
У Куманову је 9. маја око 04.40h избио оружани сукоб између полиције и неидентификоване групе која је упала на територију Македоније са Косова и Метохије. Македонска влада је у раним јутарњим сатима отпочела анти-терористичку операцију на читавој територији Куманова. Током читавог дана, водиле су се тешке уличне борбе у којима је погинуло 5 македонских полицајаца и непознат број терориста и цивила, а неколико кућа је запаљено. Тешке борбе су вођене до 19:00h, када је македонска министарка полиције Гордана Јанкуловска објавила крај анти-терористичке операције, али укупан биланс жртава није хтела да саопшти док сви терористи не буду ухапшени. Једино што је навела је то да је погинуло 6, а рањено више полицајаца. Грађанима је, претходно, забрањено да напуштају домове, али многи од њих су преплашени и почели су да напуштају град. У вечерњим сатима је македонска полиција објавила да је убила Мирсада Ндрецаја познатог као „командант НАТО” и Бег Ризај, алиас „командат Бегу” једни од вођа терориста који су извели напад на град, али су се током вечери и наредног јутра наставили жестоки окршаји уз жртве на обе стране, а одговорност за нападе у Куманову је преузела „Ослободилачка национална армија”. Против терориста у Куманову, погинуло је 8 полицајаца Сашо Самојловски, Бобан Ивановић, Горан Илијевски, Исамедин Османи, Љубиша Аранђеловић, Горан Стојменовић, Жарко Кузмановски и Ненад Серафимовски, рањено 37, а убијено је 10 терориста, а 30 их се предало македонској полицији међу којим су и тројица водичи- Мухамед Краснићи или „командант Малишева”, Сами Укшини, „командант Соколи” и Деме Шеху, познат како „Јунику”. Није било ниједне цивилне жртве, јер је македонска полиција током акције евакуисала све цивиле тог подручја који су били Албанци.

### Експлозија у Куманову 11. јула 2015.
Након великог дводневног оружаног окршаја у мају, дана 11. јула у центру Куманова је активирана експлозивна направа која је направила материјалну штету, али није било жртава ни повређених. До експлозије је дошло у тунелу који повезује главни градски трг са паркинг-гаражом. Полиција у Куманову је саопштила да су од експлозије попуцали прозори на суседним зградама.

## Политички сукоб власти и опозиције

### Афера прислушкивање
Премијер Никола Груевски је 31. јануара на конференцији за новинаре оптужио лидера највеће опозиционе странке СДСМ Зорана Заева, који је и градоначелник Струмице, да је "на нелегалан начин и уз помоћ страних обавештајних служби организовао мрежу прислушкивања македонског државног врха да би набавио компромитујуће податке уз помоћ којих би принудио владу да поднесе оставку ". Због афере са прислушкивањем државног врха, 31. јануара су поднете кривичне пријаве против четворо осумњичених за насиље над државним органима, угрожавање уставног поретка и демократских институција, међу којима је и Зоран Заев, што је први такав случај у историји македонског правосуђа, а премијер Груевски је обавестио јавност да је покушан државни удар. Заев је почео тзв. бомбе да објављује 9. фебруара. ”Најмање 20.000 људи је у последњих неколико година прислушкивано“, рекао је оптуживши Груевског и директора Безбедносно-обавештајне службе (УБК) Сашу Мијалку да се противзаконито прислушкивање спроводило под њиховим надзором. Први детаљи дуго најављивала „бомба”, лидер СДСМ Зоран Заев, данас је објавио на конференцији за новинаре у седишту странке у Скопљу присуствовао велики број новинара и партијских присталица.

### Афера о бруталном убиству Мартина Нешковског од стране полиције
Опозициони Социјалдемократски савез Македоније је 5. маја оптужио премијера Николу Груевског да је покушао да прикрије убиство, које је 2011. године починио полицајац на дужности. У још једној од низа „бомби” у оквиру пројекта „Истина о Македонији”, лидер СДСМ-а Зоран Заев је на конференцији за новинаре поновио да је обавеза те странке да објави истину о криминалном владању Груевског. Заев је изјавио да је у њега пуцао полицајац на дужности Игор Спасов, а да је премијер Никола Груевски то крио да би спасао полицију и себе. То се, казао је Заев, јасно може закључити из незаконито прислушкиваних разговора шефа тајне службе Саше Мијалкова. У још једној од низа „бомби” у оквиру пројекта „Истина о Македонији”, лидер СДСМ-а Зоран Заев је на конференцији за новинаре поновио да је обавеза те странке да објави истину о „криминалном владању” Груевског. Потом је неколико стотина грађана изашло на улице Скопља да протестује испред зграде Владе, након што је лидер опозиционог СДМС Зоран Заев обелоданио ко је убио Мартина Нешковског. Демонстранти преводеђни породицом Нешковски сели су на степениште испред Владе, узвикујући „Убице”, „Оставке”, „Изађи Никола”, а неколицина је бацала јаја у правцу зграде, узвикујући „Ружна вам је Влада”. Како је објавила скопска ТВ А1, у једном тренутку је дошло до инцидента када су протестанти хтели да уђу у двориште Владе, а међу њима је био и брат убијеног Нешковског, Александар. Грађани су позивали полицију да им се придружи у протесту, а у првом реду грађана је породица убијеног Нешковског. У вечерњим сатима, полиција је употребила сузавац и водене топове да би растерала око 1.000 људи који су више часова протестовали испред седишта Владе у Скопљу након што су демонстранти бацали каменице и поломили прозоре на згради владе, полупали неколико полицијских возила и запалили неколико контејнера. Повређено је 15 полицајаца, рекао је за АФП портпарол Министарства унутрашњих послова Иво Котевски и додао да су демонстранти бацали на полицију тешке предмете и да би број повређених могао бити већи. Полиција је привела најмање четири особе, јавила је скопска телевизија Нова. Полиција је интервенисала и како би истерала грађане из дворишта Владе, а срушена је и половина ограде. Полиција је поставила нови кордон, а оклопним возилима и димним бомбама покушала је да потисне демонстранте. Демонстранти су отишли до Саборне цркве, а део њих у Илинденску улицу где је полиција покушала да разбије групу. Како наводе македонски медији, после интервенције полиције смањен је број демонстраната. Како је објавила скопска ТВ А1, у једном тренутку дошло до инцидента када су протестанти хтели да уђу у двориште владе, а међу њима је био и брат убијеног Нешковског, Александар. Четири-пет припадника полиције је, како се наводи, напало Александра који је желео да уђе у зграду владе и да разговара са неким од надлежних. Полиција га је, међутим, у томе спречила. Министарка полиције Гордана Јанкуловска оценила је да су синоћни протести грађана испред зграде владе у Скопљу били насилни и агресивни са бруталним нападима на полицијске службенике. Јанкуловска је на конференцији за новинаре утврдила да полиција током протеста није користила додатна средстава присиле, те да су припадници МУП-а поступали професионално. Додала је да је биланс протеста испред владе укупно 38 повређених полицајаца од којих један озбиљније, 30 приведених демонстраната међу којима и двојица малолетника, те велика материјална штета. Током демонстрација је уништено седам полицијских возила и друга опрема, полупани су прозори Радија Слободна Македонија, а била је скинута и македонска застава са јарбола испред владе. Према њеним речима полицијске мере су биле легитимне. Полиција је, како је нагласила Јанкуловска, разбила гомилу у три правца, а део њих је покушао да се сакрије у приватним објектима. Министарка је оправдала улазак полиције у библиотеку „Браћа Миладиновићи” објашњењем да се у њој сакрио један од насилних демонстраната. Јанкуловска је рекла да нема информације да ли је у нередима повређена и мајка покојног Мартина Нешковског и да до сада то није пријављено МУП-у. Истакла је и да још нису прегледани сви снимци безбедносних камера које су снимале протест.

### Протести против северномакедонске владе
Потом је опозициони СДСМ најавио велики протестни скуп за недељу 17. мај против македонске владе. Протест је почео обраћањем представника студената на македонском и албанском језику. Кажу да су дошли да подрже оно што се говори, а не оног ко говори, кажу и да су осакаћени транзицијом и да верују да ће бити темељи мултиетничности. Грађани су дошли из готово свих градова Македоније, носили су државне заставе, а на транспарентима је писало „Збогом Никола”. Окупљени су скандирали „убице” и „оставке”. Прекидан аплаузима масе, представник Студентског пленума је послао поруку да је студентима „доста” и затражио оставку премијера Николе Груевског. Студенти, казао је, желе демократски и транспарентан систем у коме постоје једнака права за све. Студенти, додао је, неће бити ничији робови, да они не подржавају ниједну политичку партију, нити ће то чинити, али да желе да буду коректор власти. Редитељ Александар Поповски је поручио да је „нешто труло у држави Македонији”. Протест се одвијао у мирној атмосфери, у присуству великог броја грађана који су у Скопље дошли из готово свих градова Македоније — организовано аутобусима, возовима, аутомобилима — како се ко снашао. Према сценарију, грађанима су се прво обраћали активисти, а потом су наступили певачи и оркестри. Грађани су носили државне заставе Македоније, било је и албанских, и транспаренте: „Оставка”, „Збогом Никола”, „Сваки човек има право на здраву животну средину”, „Нема ти спаса од народног гласа”, „1941. сам био партизан, а 2015. протестујем”, јавио је репортер Танјуга са лица места. Ту је био и велики транспаренти са фотографијом Груевског иза затворских решетака. Лидер СДСМ-а је, такође, позвао грађане, припаднике свих етничких заједница — Македонце, Албанце, Србе и Турке — и чланове разних политичких странака и удружења, да остану испред седишта Владе све док Груевски и његов кабинет не поднесу оставке. Заев је, такође, одао почаст полицајцима погинулим у кумановском оружаном обрачуну са терористима и истакао да је штета коју је Груевски направио „велика као што је велика Македонија”. Он је позвао на формирање прелазне владе која би у одређеном року требало да распише фер и демократске изборе. Заев је затражио и смену јавног и републичког тужиоца и руководства државних медија. На протесту је учествовало 14 странака и грађанских покрета, међу којима су и неке мање партије Албанаца, као и европосланик социјалдемократског блока у Европском парламенту Ричард Ховит, амбасадори ЕУ у Скопљу Ерван Фуере и Холандије Симоне Филипини, као и бивши бугарски премијер Сергеј Станишев. Дан касније 18. маја, македонска влада је организовала контрапротест са знатно већим бројем присталица. Дана 15. јула, лидери четири највеће македонске странке, две владајуће и две опозиционе, постигли су, уз посредовање европског комесара Јоханеса Хана, договор о решењу политичке кризе, којим је прецизирано да ће превремени парламентарни избори бити одржани 24. априла 2016, док ће се опозиција од септембра вратити у парламент.